# Ruy-Montceau
Pour les articles homonymes, voir Ruy.
Ruy-Montceau est une commune française située dans le département de l'Isère en région Auvergne-Rhône-Alpes.
Elle appartient à l'unité urbaine de Bourgoin-Jallieu et compte 4 771 habitants en 2022 (dernier recensement).
Située dans la petite région du Nord-Isère et adhérente à la communauté d'agglomération Porte de l'Isère (CAPI) dont le siège est fixé à L'Isle-d'Abeau, ses habitants sont dénommés les Ruymontois

## Géographie

### Situation et description
Le territoire de Ruy-Montceau est limitrophe de la ville de Bourgoin-Jallieu. La commune en est une banlieue, possédant encore de nombreux espaces agricoles et reliée à la principale ville du Nord-Isère par l'axe majeur est-ouest de ce secteur et qui correspondait à la RN6 avant sa déviation en 1957.
La commune héberge une zone industrielle et commerciale dans sa partie méridionale. longée par plusieurs infrastructures, telles que l'A43 et un de ses échangeurs routiers et la future ligne Lyon - Turin.

### Géologie et relief

Situation du Nord-Isère

La superficie de la commune est de 2 081 hectares et son altitude varie de 244 à 505 mètres. Spécifiquement, on en distingue la partie centrale, située dans la vallée de la Bourbre, et les plateaux au nord et au sud, de caractéristique rurale.
Ruy-Montceau se situe entre la plaine de Lyon et la bordure occidentale du plateau du Bas-Dauphiné qui recouvre toute la partie iséroise où il n'y a pas de massifs montagneux. Le plateau se confond donc avec la micro-région du Nord-Isère, région qui est composée essentiellement de collines de basse ou moyenne altitude et des longues vallées et plaines. Les glaciations qui se sont succédé au cours du Quaternaire sont à l'origine du modelé actuel de la plaine, les produits antéglaciaires restant profondément enfoui sous les dépôts d'alluvions liés à l'écoulement des eaux lors de la fonte des glaces.

### Hydrographie
Cours d'eau

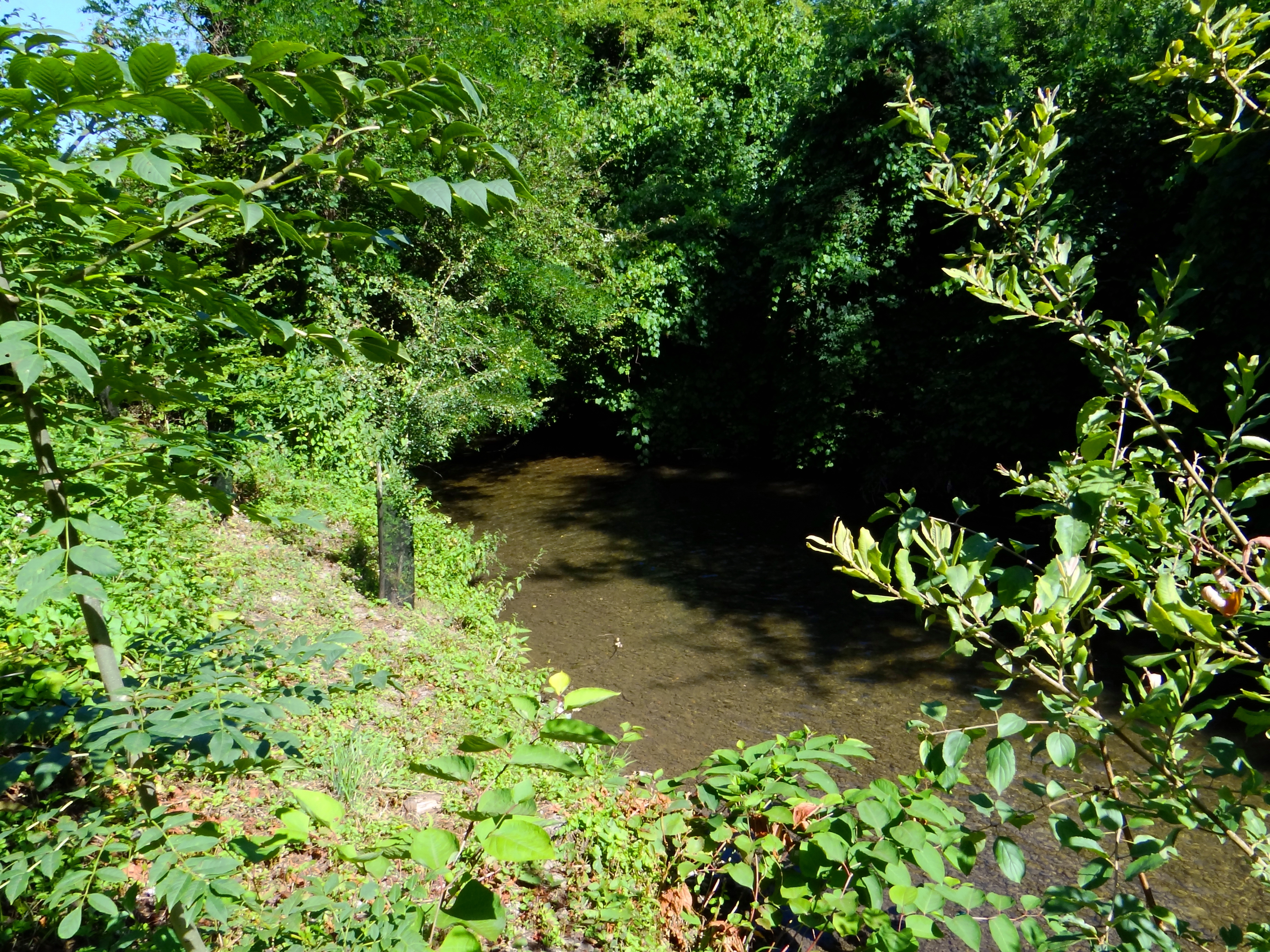
La Bourbre près de Ruy-Montcceau

Le territoire de la commune de Ruy-Montceau est traversé dans sa partie méridionale par un affluent direct en rive gauche du Rhône, la Bourbre, ainsi que de quelques ruisseaux de tailles modestes, tous affluents ou sous-affluents de ce principal cours d'eau qui s'écoule dans un axe est-ouest.
La Bourbre est une rivière d'une longueur de 72,2 km. Le Syndicat Mixte d'Aménagement du Bassin de la Bourbre, regroupant 75 communes, est la structure de gestion du bassin ;
Le ruisseau de l'Enfer qui s'écoule depuis les villages de Châtonnay et de Montceau et le ruisseau de Loudon sont des affluents de la Bourbre.
Plans d'eau
Le territoire de la commune héberge également deux plans d'eau notables; l'étang Dardes ou des Fèves et l'étang de Rosière

### Climat
Pour des articles plus généraux, voir Climat d'Auvergne-Rhône-Alpes et Climat de l'Isère.
En 2010, le climat de la commune est de type climat océanique altéré, selon une étude du Centre national de la recherche scientifique s'appuyant sur une série de données couvrant la période 1971-2000. En 2020, Météo-France publie une typologie des climats de la France métropolitaine dans laquelle la commune est exposée à un climat de montagne ou de marges de montagne et est dans la région climatique  Alpes du nord, caractérisée par une pluviométrie annuelle de 1 200 à 1 500 mm, irrégulièrement répartie en été. 
Pour la période 1971-2000, la température annuelle moyenne est de 11,7 °C, avec une amplitude thermique annuelle de 17,9 °C. Le cumul annuel moyen de précipitations est de 1 057 mm, avec 10,1 jours de précipitations en janvier et 6,7 jours en juillet. Pour la période 1991-2020, la température moyenne annuelle observée sur la station météorologique de Météo-France la plus proche, « Bourgoin », sur la commune de Bourgoin-Jallieu à 3 km à vol d'oiseau, est de 12,4 °C et le cumul annuel moyen de précipitations est de 844,0 mm,. Pour l'avenir, les paramètres climatiques de la commune estimés pour 2050 selon différents scénarios d'émission de gaz à effet de serre sont consultables sur un site dédié publié par Météo-France en novembre 2022.
| Mois                                  | jan.           | fév.           | mars           | avril         | mai           | juin          | jui.        | août         | sep.          | oct.          | nov.          | déc.           | année      |
| ------------------------------------- | -------------- | -------------- | -------------- | ------------- | ------------- | ------------- | ----------- | ------------ | ------------- | ------------- | ------------- | -------------- | ---------- |
| Température minimale moyenne (°C)     | 0,8            | 0,9            | 3,8            | 7,3           | 10,4          | 14,1          | 16          | 15,7         | 12,4          | 9,3           | 4,8           | 1,4            | 8,1        |
| Température moyenne (°C)              | 3,6            | 4,4            | 8,1            | 12,3          | 15,4          | 19,5          | 21,8        | 21,3         | 17,5          | 13,2          | 8             | 4,2            | 12,4       |
| Température maximale moyenne (°C)     | 6,3            | 7,8            | 12,4           | 17,2          | 20,4          | 24,9          | 27,6        | 26,9         | 22,6          | 17,1          | 11,1          | 7              | 16,8       |
| Record de froid (°C) date du record   | −10,3 30.01.05 | −14,2 05.02.12 | −10,6 01.03.05 | −1,8 08.04.21 | 1,5 06.05.19  | 4,5 03.06.06  | 9 22.07.08  | 8,3 31.08.06 | 3,9 27.09.10  | −3 25.10.03   | −6 24.11.05   | −13,3 30.12.05 | −14,2 2012 |
| Record de chaleur (°C) date du record | 20 10.01.15    | 21,1 22.02.21  | 24,7 30.03.21  | 28,4 23.04.07 | 32,6 24.05.09 | 36,5 28.06.05 | 39 24.07.19 | 40 13.08.03  | 33,8 04.09.23 | 29,8 09.10.23 | 22,6 07.11.15 | 18,1 05.12.06  | 40 2003    |
| Précipitations (mm)                   | 61,1           | 48,7           | 57,6           | 61,1          | 81,8          | 68,8          | 73,5        | 78,4         | 64            | 97,1          | 86,8          | 65,1           | 844        |

### Voies de communication
L'A43 relie la commune à Lyon et à Chambéry et l'A48 la relie à Grenoble. Une bretelle autoroutière dessert le territoire de la commune :
 8 à 37 km : Bourgoin-Jallieu-centre, Nivolas-Vermelle, Ruy-Montceau.
La route départementale 1 006 (RD 1006) qui correspond à l'ancienne RN 6 reclassée en route départementale, relie la commune avec les communes de l’Isle d’Abeau La Verpillière, Bourgoin-Jallieu La Tour-du-Pin et Pont-de-Beauvoisin.

### Transports publics
La commune est desservie par le réseau de bus RUBAN (Réseau Urbain Bourgoin-Jallieu Agglomération Nouvelle).
- La ligne 3, sur deux branches différentes, permet de desservir les villes proches. La première branche : Ruy le Perelly à Bourgoin-Jallieu et l'Isle d'Abeau et la seconde  : Nivolas-Vermelle à Bourgoin-Jallieu et l’Isle d’Abeau. Pour le secteur de Montceau, Le Transport À la Demande, ou TAD, permet de réserver un bus la veille avant 19h30. 
- Des lignes de car scolaires desservent les lycées de secteur et le college Pré-Bénit, la ligne BJA01 pour les lycées, et la ligne BJA02 pour le collège

## Urbanisme

### Typologie
Au 1er janvier 2024, Ruy-Montceau est catégorisée ceinture urbaine, selon la nouvelle grille communale de densité à sept niveaux définie par l'Insee en 2022.
Elle appartient à l'unité urbaine de Bourgoin-Jallieu, une agglomération intra-départementale regroupant neuf  communes, dont elle est une commune de la banlieue,,. Par ailleurs la commune fait partie de l'aire d'attraction de Lyon, dont elle est une commune de la couronne,. Cette aire, qui regroupe 397 communes, est catégorisée dans les aires de 700 000 habitants ou plus (hors Paris),.

### Occupation des sols
L'occupation des sols de la commune, telle qu'elle ressort de la base de données européenne d’occupation biophysique des sols Corine Land Cover (CLC), est marquée par l'importance des territoires agricoles (65,7 % en 2018), en diminution par rapport à 1990 (68,9 %). La répartition détaillée en 2018 est la suivante : 
zones agricoles hétérogènes (46,3 %), forêts (18,6 %), zones urbanisées (13,3 %), terres arables (12,7 %), prairies (6,6 %), zones industrielles ou commerciales et réseaux de communication (1,6 %), milieux à végétation arbustive et/ou herbacée (0,9 %). L'évolution de l’occupation des sols de la commune et de ses infrastructures peut être observée sur les différentes représentations cartographiques du territoire : la carte de Cassini (XVIIIe siècle), la carte d'état-major (1820-1866) et les cartes ou photos aériennes de l'IGN pour la période actuelle (1950 à aujourd'hui).

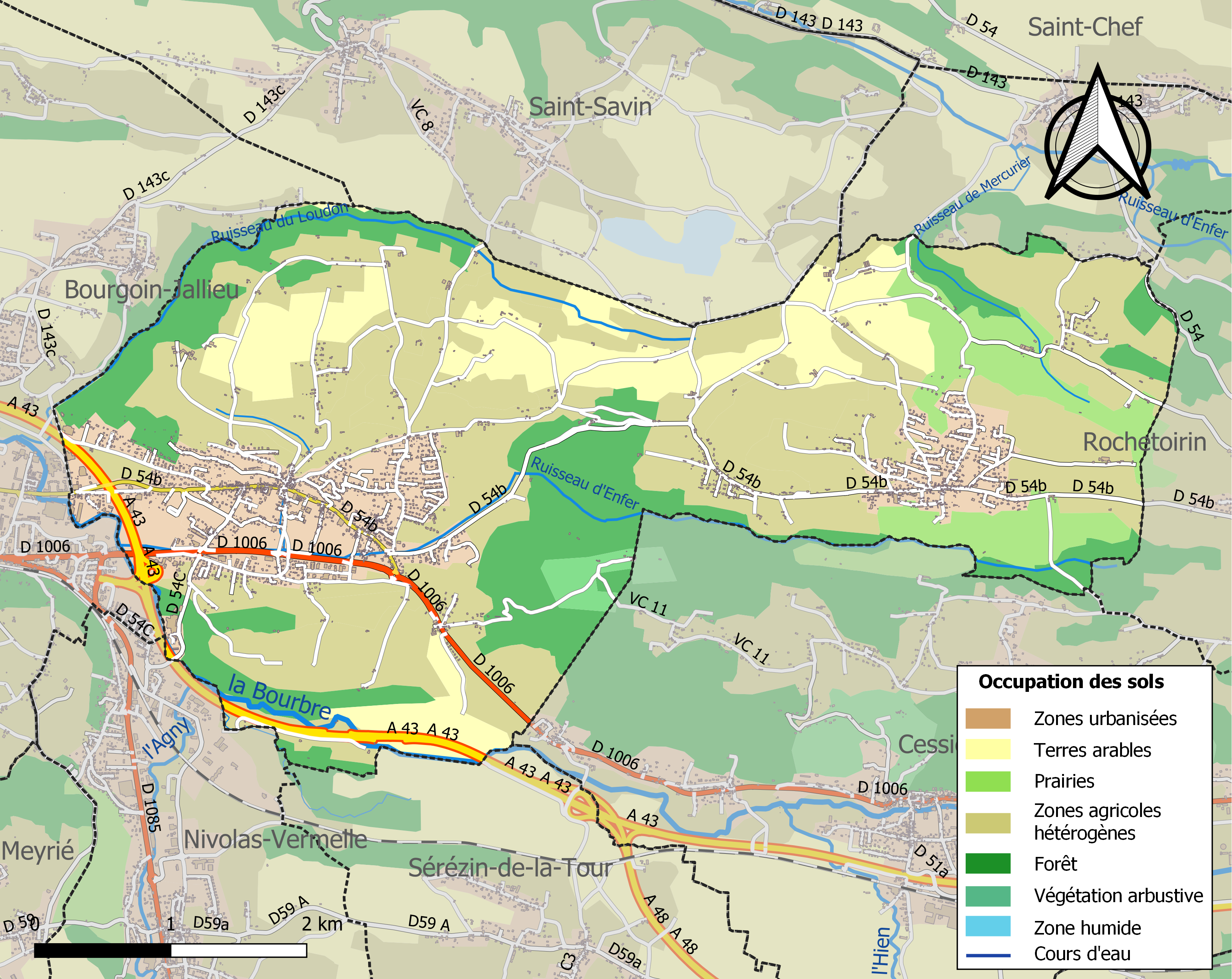
Carte des infrastructures et de l'occupation des sols de la commune en 2018 (CLC).

### Hameaux et lieux-dits
Ruy-Montceau est constitué de deux villages et plusieurs hameaux. 
Les villages sont Ruy et Montceau, il y a aussi le hameau de Chatonnay qui est situé entre les communes et le hameau de St-Pierre situé en bordure nord de Montceau

### Eau et assainissement
La gestion du service du réseau d'eau potable et l'assainissement de Ruy-Montceau sont gérés par la communauté de communes.

### Risques naturels

#### Risques sismiques
La totalité du territoire de la commune de Ruy-Montceau est situé en zone de sismicité no 3 (sur une échelle de 1 à 5), comme la plupart des communes de son secteur géographique.
| Type de zone | Niveau            | Définitions (bâtiment à risque normal) |
| ------------ | ----------------- | -------------------------------------- |
| Zone 3       | Sismicité modérée | accélération = 1,1 m/s2                |

## Toponymie
Si la commune de Ruy absorbe Montceau le 1er janvier 1973, dans un contexte de fusion-association d'abord puis de fusion simple au 1er juillet 2012, la commune ne s'appelle « Ruy-Montceau » que depuis le 4 août 2015,.
Selon André Planck, auteur d'un livre sur la toponymie des communes de l'Isère, le nom de Ruy est lié à la présence de nombreux ruisseaux dénommés « ruis » en patois local :

## Histoire

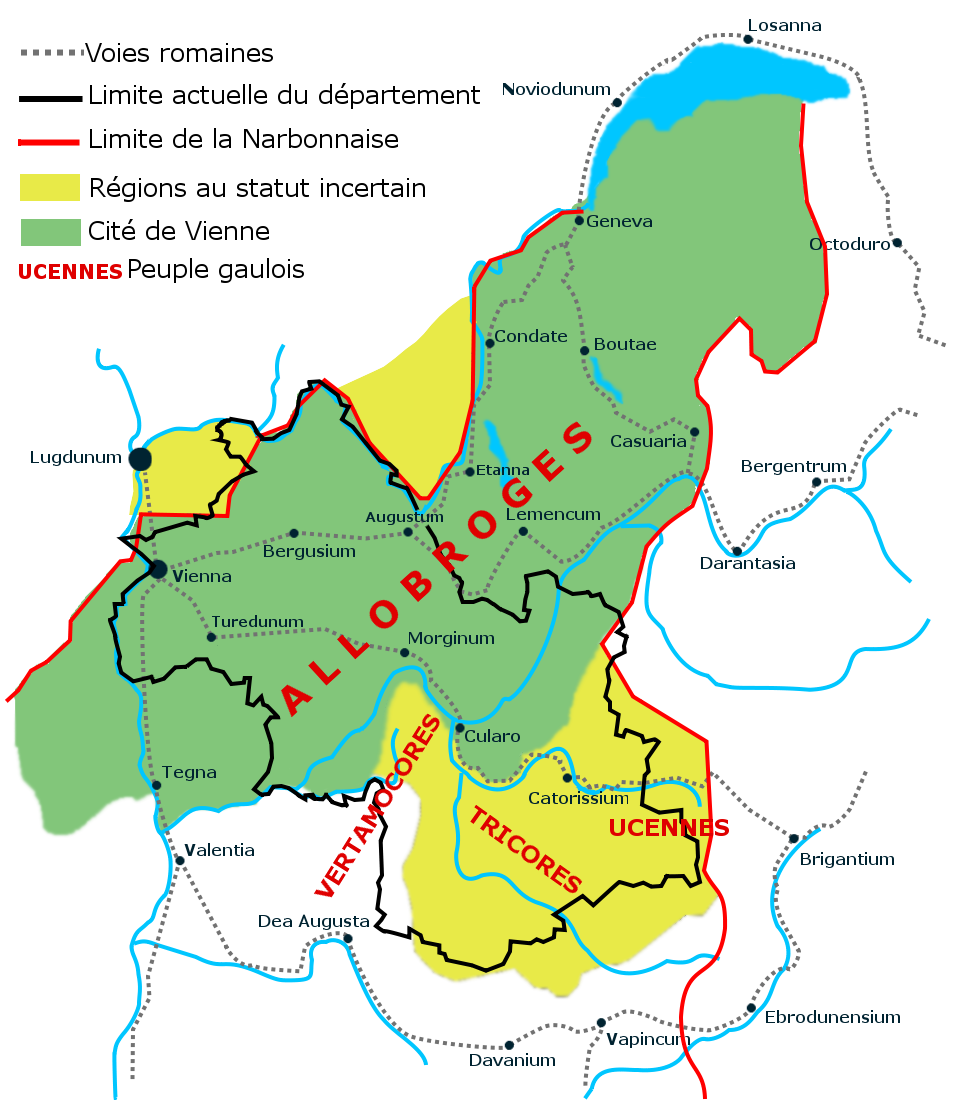
Territoire des Allobroges

### Antiquité
Le secteur actuel de Ruy-Montceau se situe à l'ouest du territoire antique des Allobroges, ensemble de tribus gauloises occupant l'ancienne Savoie ainsi que la partie du Dauphiné située au nord de la rivière Isère.
Avant la chute de l'Empire romain, Bourgoin appartenait au Pagus Viennensis, qui plus tard deviendra le comitatus Viennensis.

## Politique et administration

### Tendances politiques et résultats

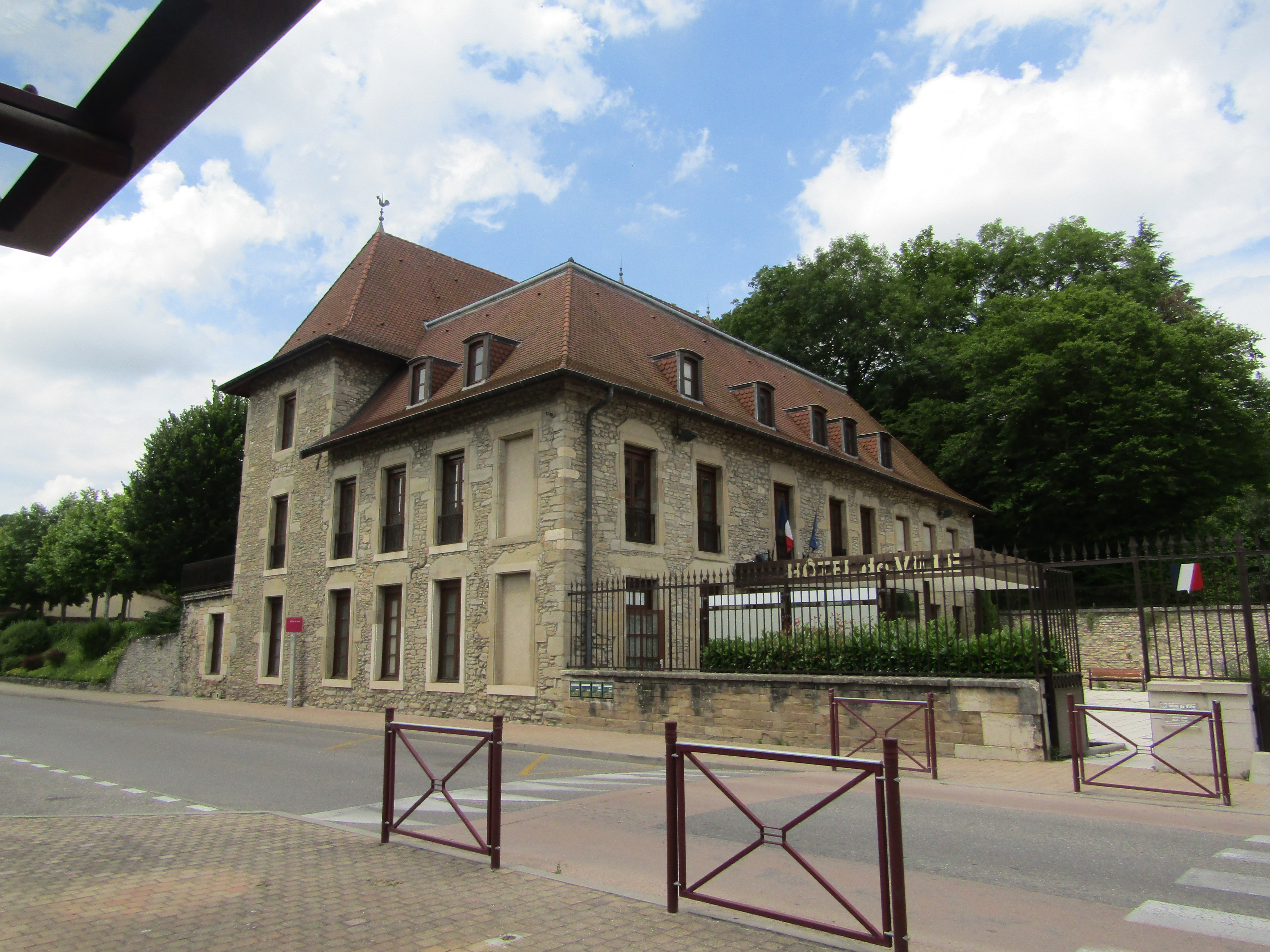
Hôtel de ville de Ruy-Montceau

Le maire de ville de Ruy-Montceau est Monsieur Denis Giraud jusqu’en 2026

### Administration municipale
Le nombre d'habitants au dernier recensement étant compris entre 3 500 et 4 999, le nombre de membres du conseil municipal est de 27.

### Liste des maires
| Période                                  | Période   | Identité       | Étiquette      | Qualité                                                           |
| ---------------------------------------- | --------- | -------------- | -------------- | ----------------------------------------------------------------- |
| Les données manquantes sont à compléter. |           |                |                |                                                                   |
| 1973                                     | 1976      | René Lauzier   |                |                                                                   |
| 1976                                     | 1983      | René Muet      |                |                                                                   |
| mars 1983                                | mars 2008 | Paul de Belval | RPR-UMP        | Conseiller général du canton de Bourgoin-Jallieu-Nord (1988-2008) |
| mars 2008                                | mars 2020 | Guy Rabuel     | UMP-LR         | Retraité                                                          |
| mars 2020                                | En cours  | Denis Giraud   | sans étiquette |                                                                   |

## Population et société

### Démographie
L'évolution du nombre d'habitants est connue à travers les recensements de la population effectués dans la commune depuis 1793. Pour les communes de moins de 10 000 habitants, une enquête de recensement portant sur toute la population est réalisée tous les cinq ans, les populations de référence des années intermédiaires étant quant à elles estimées par interpolation ou extrapolation. Pour la commune, le premier recensement exhaustif entrant dans le cadre du nouveau dispositif a été réalisé en 2006.

En 2022, la commune comptait 4 771 habitants, en évolution de +6,71 % par rapport à 2016 (Isère : +3,07 %, France hors Mayotte : +2,11 %).
| 1793 | 1800 | 1806  | 1821  | 1831  | 1836  | 1841  | 1846  | 1851  |
| ---- | ---- | ----- | ----- | ----- | ----- | ----- | ----- | ----- |
| 993  | 947  | 1 035 | 1 237 | 1 278 | 1 322 | 1 367 | 1 331 | 1 381 |

| 1856  | 1861  | 1866  | 1872  | 1876  | 1881  | 1886  | 1891  | 1896  |
| ----- | ----- | ----- | ----- | ----- | ----- | ----- | ----- | ----- |
| 1 429 | 1 396 | 1 462 | 1 411 | 1 320 | 1 300 | 1 326 | 1 329 | 1 444 |

| 1901  | 1906  | 1911  | 1921  | 1926  | 1931  | 1936  | 1946  | 1954  |
| ----- | ----- | ----- | ----- | ----- | ----- | ----- | ----- | ----- |
| 1 455 | 1 413 | 1 339 | 1 279 | 1 382 | 1 514 | 1 345 | 1 280 | 1 340 |

| 1962  | 1968  | 1975  | 1982  | 1990  | 1999  | 2006  | 2011  | 2016  |
| ----- | ----- | ----- | ----- | ----- | ----- | ----- | ----- | ----- |
| 1 402 | 1 526 | 2 184 | 2 619 | 3 143 | 3 762 | 3 993 | 4 253 | 4 471 |

| 2021  | 2022  | - | - | - | - | - | - | - |
| ----- | ----- | - | - | - | - | - | - | - |
| 4 752 | 4 771 | - | - | - | - | - | - | - |

### Enseignement
La commune est rattachée à l'académie de Grenoble.
Il y a 3 groupes scolaires : 
- l'Ecole maternelle à Ruy, 
- l'Ecole Primaire Paul De Belval à Ruy et 
- le groupe scolaire Ecole Maternelle et Primaire Kimmerling à Montceau

### Équipements sanitaire et social
Le centre hospitalier le plus proche est situé à Medipole de Bourgoin-Jallieu 
Une maison médicale regroupant Medecins et professions para-medicales est encours de Projet.

### Sports
La commune possède un Hall des sports, une salle verte dédiée à des activités multi-sport, un terrain de football, des terrains de tennis extérieurs et un couvert, des city park et un parcours santé sur le champs  de Foire.

### Médias
- Presse régionale

Historiquement, le quotidien à grand tirage Le Dauphiné libéré consacre, chaque jour, y compris le dimanche, dans son édition du Nord-Isère, un ou plusieurs articles à l'actualité de la ville, ainsi que des informations sur les éventuelles manifestations locales, les travaux routiers, et autres événements divers à caractère local. Il dispose pour cela d'une antenne local au sein de la ville.
" Atout Coeur pour Ruy-Montceau " est le magazine trimestriel réalisé par la Mairie afin de partage l'actualité de la commune.

### Cultes
Culte catholique

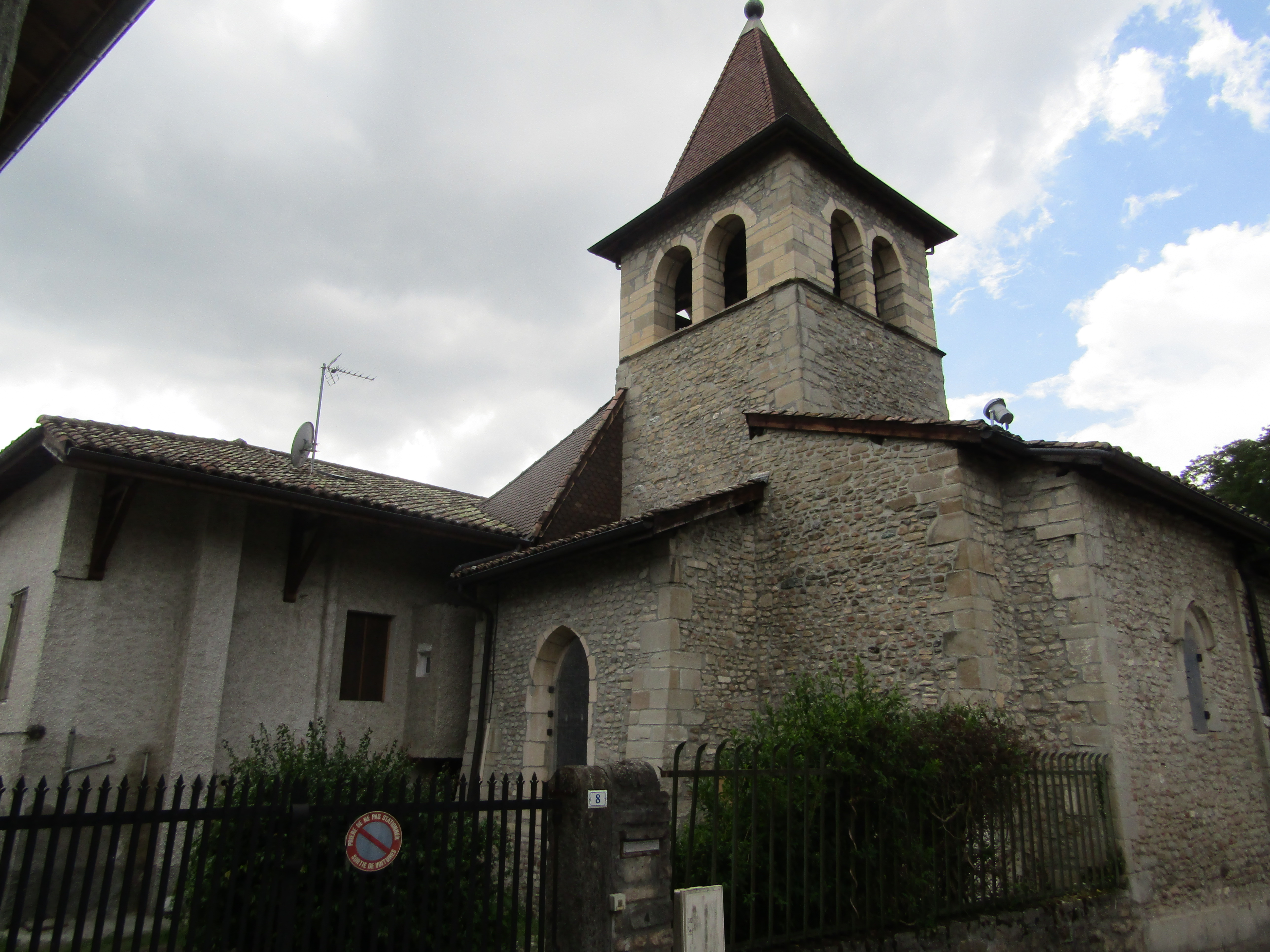
Église de Ruy-Montceau

La communauté catholique et l'église de Ruy-Montceau (propriété de la commune) dépendent la paroisse Saint-François d'Assise qui recouvre vingt communes et vingt-trois églises. La paroisse est organisée en sept relais.

## Économie

### Revenus de la population et fiscalité
En 2021, le revenu fiscal médian par habitant est de 27990 Euros

### Emploi
Le taux de chômage, en 2021, pour la commune s'élève à 6;1 %, un chiffre inférieur à la moyenne nationale (10,4 %).

## Culture locale et patrimoine

### Lieux et monuments

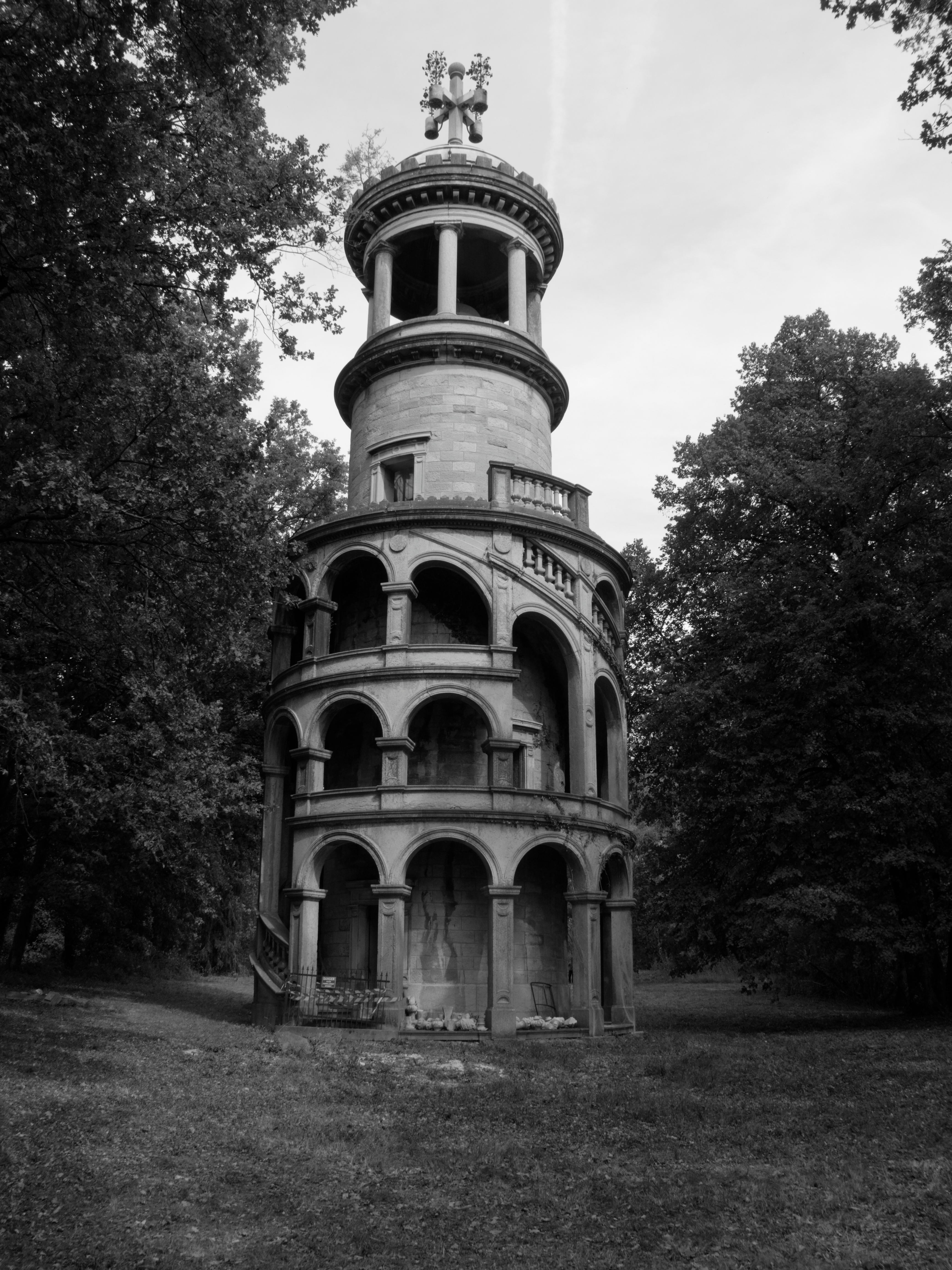
Tour des morts du château de Thézieu.

La commune de Ruy-Montceau comporte plusieurs monuments :
- Église Saint-Denis de Ruy
- Église Sainte-Anne de Montceau
- le château de Theyzieu, labellisé Patrimoine en Isère en 2019[34].
- le Château de Montceau;
- le château de Petit-Mont

ces trois édifices sont l'œuvre d'Auguste Génin, une personnalité notable de Bourgoin-Jallieu et ayant vécu au XIXe siècle.
- le Château de Rosière - Construit en 1680;
- le Monument aux Morts de Montceau ;
- le Calvaire Notre-Dame-de-Bonne-Conduite, labellisé Patrimoine en Isère[36].

le monument se situe sur une hauteur de la commune protégé par un enclos rectangulaire composé d'un muret et d'une grille en fer forgé. Le calvaire, proprement dit, se compose d'un socle sur lequel repose une table saillante. Trois croix élevées sur cette table évoquent le calvaire du Golgotha. La croix centrale, représentant la Crucifixion domine les deux autres.

### Patrimoine et tradition orales

#### Langue régionale

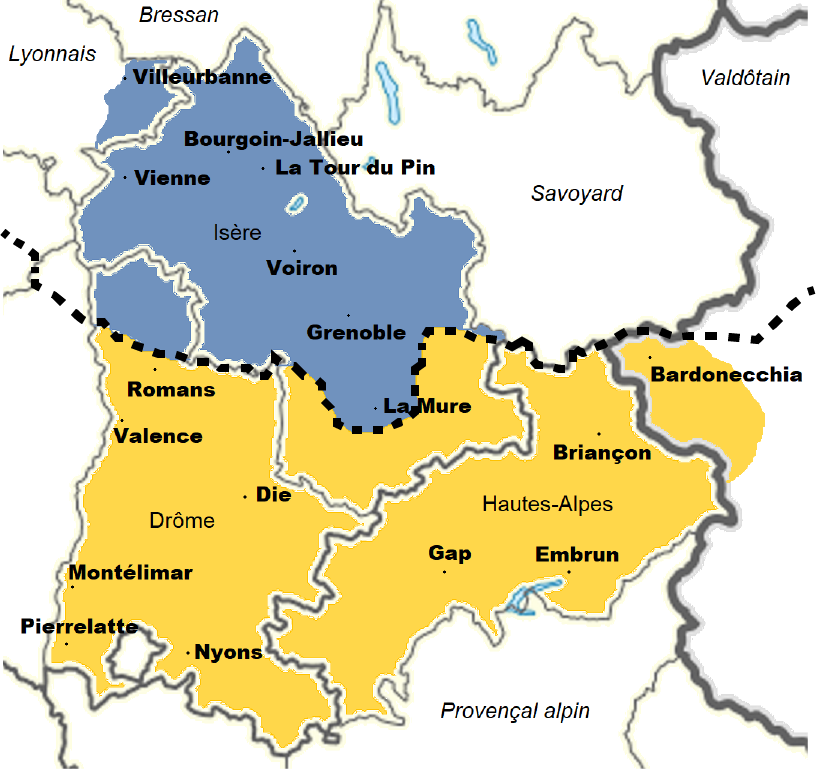
Carte linguistique du Dauphiné : Le dauphinois est un dialecte arpitan parlé dans le nord du Dauphiné

Historiquement, sur le plan linguistique, le territoire de Bourgoin-Jallieu, ainsi que l'ensemble du Nord-Isère, se situe au nord-ouest de l'agglomération grenobloise et au sud-est de l'agglomération lyonnaise. Son secteur se situe donc dans la partie centrale du domaine linguistique des patois dauphinois, laquelle appartient au domaine de la langues dite francoprovençal ou arpitan au même titre que les parlers savoyards, vaudois, Valdôtains, bressans et foréziens.
L'idée du terme, « francoprovençal », attribué à cette langue régionale parlée dans la partie centre-est de la France, différente du français, dit langue d'oil et de l'occitan, dit langue d'oc est l'œuvre du linguiste et patriote italien Graziadio Isaia Ascoli en 1873 qui en a identifié les caractéristiques, notamment dans le Grésivaudan, les pays alpins et la vallée de l'Isère, depuis sa source jusqu'à sa confluence avec le Rhône. .

### Personnalités liées à la commune
- Alexandre Bernaix (1831-1905) rosiériste de Villeurbanne et maire de Ruy.

### Héraldique
|  | Ruy-Montceau possède des armoiries dont l'origine et le blasonnement exact ne sont pas disponibles. |